# Metin Karayer
Metin Karayer, né le 18 mai 1992 à Sarreguemines en France, est un footballeur français qui joue au poste de défenseur central au FC Progrès Niederkorn.

## Biographie

### Sarreguemines FC (2010-2017)
Né à Sarreguemines, en Moselle, le joueur réalise l'ensemble de sa formation au sein du club de la ville, le Sarreguemines FC.
Il s'illustre avec son club en Coupe de France, notamment face au Dijon FCO, au Valenciennes FC ou encore au Stade de Reims.
Véritable légende du club avec sept saisons sous le maillot du club mosellan, le joueur dispute son dernier match avec ce dernier en 2017 face à l'équipe réserve du RC Strasbourg.

### FC Progrès Niederkorn (depuis 2017)
En 2017, il quitte son club formateur pour rejoindre le Luxembourg, en BGL Ligue, avec le FC Progrès Niederkorn.
En 2024, il remporte la Coupe du Luxembourg face au FC Swift Hesperange lors d'une séance de tirs au but en étant capitaine du club. La saison suivante, il remporte la Supercoupe du Luxembourg face au FC Differdange 03.

## Palmarès
| Sarreguemines FC (1) :                 | FC Progrès Niederkorn (2) : |
| -------------------------------------- | --- |
| - Division d'Honneur - Champion : 2013 | - BGL Ligue - Vice-champion : 2018 et 2023 - Coupe du Luxembourg - Vainqueur : 2024 - Supercoupe du Luxembourg - Vainqueur : 2024 |